# Corydalis susannae
Corydalis susannae är en vallmoväxtart som beskrevs av Lidén. Corydalis susannae ingår i släktet nunneörter, och familjen vallmoväxter. Inga underarter finns listade i Catalogue of Life.